# Luiz Fernando Guerra
Luiz Fernando Guerra Filho (Pato Branco, 18 de dezembro de 1984) é um advogado e político brasileiro eleito com 32.216 votos à Assembleia Legislativa do Paraná (ALEP) pelo Partido Social Liberal em 2018, e reeleito com 58.393 votos pelo União Brasil em 2022.
Nascido em Pato Branco, no Sudoeste do Paraná, Luiz Fernando Guerra é filho de Luiz Fernando e Carmen, casado com Camille e pai de Antonella e Martina. É um dos deputados mais jovens do estado do Paraná e está no seu segundo mandato.
Formado em Direito, com especialização em Direito Eleitoral e Administrativo, iniciou a carreira nos bastidores da política paranaense quando foi estagiário na Comissão de Constituição e Justiça (CCJ) da ALEP, de 2006 a 2008. Após ser diplomado pela OAB Paraná, advogou para deputados e foi Chefe de Gabinete do Diretor Geral da Casa.
Nas eleições de 2022 se tornou o deputado estadual mais votado da história de Pato Branco, atingindo a marca de 52,09% dos votos válidos. É apontado pela imprensa como o deputado estadual que menos gasta em verbas de ressarcimento desde o início do seu primeiro mandato, gerando economia para o Estado, permitindo que os valores sejam investidos em projetos em prol da população, como asfalto, saúde e educação nas pequenas cidades. Seu compromisso é com um mandato participativo, responsável, ético e municipalista.

Luiz Fernando Guerra é presidente da Comissão de Indústria, Comércio, Emprego e Renda; membro das comissões de Constituição e Justiça (CCJ), Orçamento, e Minas, Energia e Água; e suplente nas comissões de Finanças e Tributação, e de Defesa do Consumidor.